# 過敏性鼻炎
過敏性鼻炎（AR）又稱变应性鼻炎，是过敏体质的个体接触空气中致敏原后，由IgE抗体介导的鼻腔黏膜的变应性疾病，以发作性喷嚏、鼻溢（流涕）、鼻痒、鼻塞等为典型临床症状；可大致分为季节性（seasonal）和常年性（perennial）两种临床类型。
過敏性鼻炎有许多异名，如鼻敏感；与花粉诱发相关者称为花粉症（pollinosis，pollenosis）；季节性过敏性鼻炎又俗称“乾草熱”（hay fever）或“枯草热”，但此为一历史错误名称，因为误以为是闻到新鲜乾草而诱发，而且此症并不发热。
過敏性鼻炎常見的徵兆和病症包括：流鼻涕或鼻塞、鼻内癢、打噴嚏、眼睛的紅癢與溢淚、眼睛周圍腫脹 。從鼻腔流出的液體通常是清澈的。症狀通常會在接觸過敏原後的幾分鐘後產生，而且會影響睡眠、工作能力以及在學習時的注意力，因為花粉而有病徵的患者，大概都集中在一年的特定時間發病。許多過敏性鼻炎的病患也會為氣喘、過敏性結膜炎或異位性皮膚炎所苦。
過敏性鼻炎基本上是受到環境過敏原的誘發，例如花粉、動物毛髮、灰塵或黴菌，遺傳基因還有環境暴露都是造成過敏的原因。在農場裡長大或有多個兄弟姊妹都能減低罹患過敏的機率，其作用機制和IgE抗體有關，當此抗體接觸到過敏原時會促使肥大細胞釋出像是組織胺的化學物質來造成發炎反應。診斷方法常仰賴醫療病史，且結合皮膚過敏試驗或是抽血來檢查是否含有特定IgE抗體。不過這些測試有時會呈現偽陽性。過敏的病徵和普通感冒的症狀類似，但過敏的症狀常持續超過兩個禮拜而且較少會有發燒的情形。
如果在幼童時期就開始接觸動物，則有機會降低日後因此而過敏的機會。有部分藥物可以改善過敏症狀，當中包括鼻炎類固醇、抗組織胺，例如苯海拉明、色甘酸鈉以及白三烯受體拮抗劑類的montelukast（藥品名：欣流）都屬此類。不過對許多人而言，藥物改善的效果有限，或是會有副作用。過敏原免疫療法是讓人暴露在越來越多的過敏原中，此療法一般而言是有效的，過敏原可以注射到體中，或是用口含錠的方式含在舌下。
過敏性鼻炎是過敏的一種，會影響許多人的生活。西方國家在一年內約有10-30%的人們受過敏困擾 ，最常見的年齡大概是從20-40歲左右。在西元十世紀的時候，拉澤斯醫師第一次對過敏有完整的敘述。在19世纪时的英国，过敏性鼻炎已是普遍的疾病，相较英国，欧洲大陆其他地区对此疾病依然缺乏深度认知。1859年，查尔斯·哈里森·布莱克利醫師發現花粉是造成過敏的原因，而皮奎特和乾草的關聯卻是因為早期（且錯誤）的理論，該理論提到過敏其實是新乾草的味道引起的。

## 症狀
其症狀與感冒相似，主要且最大宗症狀為打噴嚏，其次也有眼睛瘙癢、鼻内癢、鼻塞、流鼻涕和流清水狀透明鼻涕（流鼻水）等症，間歇性反覆發作。發作時鼻黏膜蒼白水腫，如還有過敏體質會引起蕁麻疹。嚴重也有可能會演變成鼻竇炎、氣喘或耳部感染。
|                                  | 過敏性鼻炎 | 普通感冒                         | 流行性感冒               |
| -------------------------------- | --- | -------------------------------- | ------------------------ |
| 打噴嚏                           | 發作時在一段時間內多個噴嚏                                                                                            | 間歇、不連續                     | 間歇                     |
| 流鼻涕                           | 大量清水樣鼻涕 | 少量。初為清水樣後轉為黃綠色鼻涕 | 黃綠色                   |
| 鼻塞                             | 間歇 | 嚴重                             | 嚴重                     |
| 眼癢                             | 有 | 無                               | 無                       |
| 發熱、喉痛、肌肉痠痛等全身性症狀 | 無 | 輕微                             | 嚴重                     |
| 傳染性                           | 無 | 有                               | 傳染性極強，常大規模爆發 |
| 病程                             | 視過敏原而有不同 塵螨、貓狗毛等：常年 花粉：特定季節發作，常持續兩周以上 溫度變化：季節轉換時期，通常都是秋季轉冬季時 | 7-10天                           | 10-20天                  |

## 成因
過敏性鼻炎是一種人體自我保護的免疫機制所產生的排斥反應，它的成因很多，但主要有以下3個成因：
1. 因先天性氣管毛病，使鼻腔對天氣變化、花粉、塵埃或特定致敏原產生過敏反應。
2. 後天性致敏原因，例如因為空氣污染、藥物、花粉等致敏原的長期刺激而致病。
3. 一些神經性疾病也可誘發過敏性鼻炎比如抑鬰症。

通常患者接觸或吸入致敏原後，體內的IgE（免疫球蛋白E）會引致肥大細胞釋放組織胺，造成過敏反應。
有些過敏性鼻炎的患者也會患有氣喘。

## 治疗
在西方醫學，過敏性鼻炎沒有完全根治的方法，但可以用藥物或其它方法減輕症狀。一般是在患者病發時處方抗組織胺藥物，例如馬來酸氯苯吡胺（Chlorpheniramine Maleate），使患者身體停止出現過敏反應。由於早期的抗組織胺藥物容易使服藥者產生倦意，有藥廠研發不易引起倦意的抗組織胺藥物，例如盐酸西替利嗪（Cetirizine）及氯雷他定（Loratadine），減少影響病者日間的活動。其它藥物如細胞穩定劑及皮質性類固醇也可以減少發作次數或減輕過敏反應，抗充血劑可以減輕鼻塞症狀。
洗鼻，是清潔鼻腔的一種方法，例如使用生理鹽水清潔鼻腔，可以洗去許多過敏原及髒汙，對改善鼻塞、鼻子過敏有幫助。